# Meguionneftegaz
Créée en  1994, comme sa compagnie mère Slavneft, MeguionNeftegaz (russe, ОАО «Славнефть-Мегионнефтегаз») est une coentreprise détenue à 50 % par TNK-BP et à 50 % par Gazprom.